# Leccei amfiteátrum
A leccei amfiteátrum a város központjában, az utcaszint alatt található.

## Története
Az amfiteátrumot Hadrianus római császár uralkodásának idején, a 2. évszázadban építették. Ebben az időszakban Lupiae, a leendő Lecce még kisváros volt. A becslések szerint a színház legalább 15 ezer ember befogadására volt alkalmas. Más becslések szerint akár 25 ezer ember vehetett részt egy-egy eseményen.
Az építmény 102 méter hosszú és 82 méter széles, a küzdőtér 53 méter hosszú és 34 méter széles volt. A falain található képek azokat az eseményeket ábrázolják, például gladiátorok harcát bikák, oroszlános, medvék és más gladiátorok ellen, amelyeket a nézők megtekinthettek.
Az amfiteátrum egészen 1901-ig rejtve volt, ugyanis föld fedte az egészet. Egy bank alapozási munkálatai alatt bukkantak rá a széksorokra a munkások. A patkó formájú építmény egy része még mindig a föld alatt van. Ma is rendeznek benne kulturális eseményeket.